# Reemigrace
Reemigrace označuje návrat emigranta, exulanta či běžence (případně jejich potomků) z exilu do své vlasti. Reemigraci musí vždy předcházet emigrace, což je opuštění vlasti z důvodu vyhoštění, náboženského či politického pronásledování, deportace, odsunu či ztráty občanství. Pojem reemigrace se někdy zaměňuje s pojmem repatriace.

## Důvody reemigrace
Důvodů k reemigraci je velké množství, často jsou navzájem propojeny, k nejvýznamnějším patří:
- Vlastenectví. Exulanti z doby pobělohorské svou vlast opustili nedobrovolně s úmyslem se do ní vrátit, až důvody náboženského či politického pronásledování pominou. Nezřídka se stalo, že po návratu byli emigranti i exulanti zklamáni kvůli nepřátelskému přijetí či poměry panujícími v „zemi otců“ a odešli z ní znovu a nadobro.[2]

- Ekonomické důvody k reemigraci jsou často spojeny se změnou hmotného zajištění jedince. V takovém případě je opětovný návrat do země původu vázán na snahu zajistit si lepší ekonomické postavení, než kterého bylo dosaženo v hostitelské zemi.

- Sociální důvody vykreslují vztah mezi reemigrujícím a okolní společnosti. Tato návaznost má dvojí podobu. Důvodem k reemigraci může být jak neuspokojivá integrace do nové společnosti, která v jedinci vytvoří pocit frustrace a odcizení, tak i návaznost reemigranta na původní společnost, například blízké pouto k rodině a blízkým. Tato návaznost později vede k opětovnému návratu.

- Politické důvody opětovného návratu tvoří významnou část na celkovém podílu reemigrace. Oficiálně deklarovaný, ale i nepřímý politicko-společenský nátlak ze strany hostitelských vládnoucích elit na jedince či celou skupinu v podobě perzekucí a jiného protiprávního jednání vede k nucenému odchodu emigranta do jiné další země. Druhou možností pak může být návrat emigranta do rodné země, v důsledku příznivých politických změn, které v ní nastaly.[3]

## Reemigrační vlny v historii Československa

### Reemigrace po 1. světové válce
Vznik samostatné ČSR v roce 1918 znamenal pro zahraniční Čechy a Slováky dilema – vrátit se do staré vlasti nebo zůstat v cizině. Po skončení první světové války se zvedla mezi zahraničními krajany, nejen ve střední, východní a jihovýchodní Evropě, ale i v USA nálada pro reemigraci. Paralelně probíhala repatriace osob, které se za války ocitly za hranicemi českých zemí a Slovenska, zejména zajatců z bývalé rakousko-uherské armády a příslušníků československých legií. Největší zájem o reemigraci byl u krajanů v Německu a Rakousku, které byly, jako poražené státy, ve špatné ekonomické situaci. Podobná situace byla v Rusku, kde po bolševickém převratu v listopadu 1917 vypukla občanská válka. ČSR přitahovala krajany svou ekonomickou stabilitou. Pro vracející se ale bylo nutno zajistit vhodné životní podmínky a pracovní příležitosti.
Volná půda měla být zajištěna připravovanou pozemkovou reformou. Ta byla provedena v roce 1919 a měla umožnit také návrat potomků českých náboženských exulantů ze 17. a 18. století. Pozdější přednosta Státního úřadu statistického dr. Jan Auerhan předpokládal reemigraci až 20 tisíc exulantů, ale ve skutečnosti byl do roku 1926 umožněn návrat jen 127 zámožným rodinám převážně z ruského záboru v Polsku – např. z Michalovky (Volyň), odkud se vrátilo na Slovensko 19 rodin, několik dalších rodin přišlo i ze Zelova, Friedrichova Hradce, Lodže... V roce 1925 byly reemigrační přihlášky zastaveny. V roce 1928 vznikl státní spolek Československý ústav zahraniční, který ohlásil, že „chceme též napomáhati přesídlovaní našich krajanů do vlasti a doporučujeme jim proto, aby nám sdělovali takový svůj úmysl, nemají-li ve vlasti přímých pomocníků a chtěli by se doma zakoupiti, věnovati se obchodu, výrobě, živnosti, zemědělství...“
V nástupnických státech Rakousko-Uherska se krajané museli rozhodnout, jaké občanství si ponechají. Rakouští Češi volili mezi rakouským a československým státním občanstvím, jihoslovanští Slováci, pokud měli uherské občanství, získali jihoslovanskou příslušnost. Češi v Německu, pokud měli rakouskou příslušnost, se stali státními občany československými. Ke stanovení zásad reemigrace se sešla 31. července 1920 meziministerská porada, která ustanovila, že jejím účelem je:
1. usnadnění návratu československých příslušníků z ciziny a doprava jejich majetku,
2. jejich použití ve vlasti dle jejich zkušeností,
3. opatřovat jim přístřeší,
4. hradit náklady dopravy.[4]

Pro repatrianty byly zřízeny repatriační stanice, jejichž úkolem bylo poskytnout civilním repatriantům pro první dobu, než se uchytí, ubytovaní a stravování, a to nákladem MSP. Na repatriaci měl právo každý československý státní příslušník bez ohledu na jeho národnost a provedení repatriace bylo povinnosti státu. Úkolem repatriace bylo uskutečňovat a umožňovat návrat československých příslušníků, ve vlasti využít jejich zkušenosti, opatřit jim přístřeší, potraviny a zaměstnání, stejně jako hradit náklady dopravy. Při provádění repatriace měly být rozeznány dva obvody, a to Slovensko a české země. V Bratislavě byla zřízena kancelář pro osidlovací politiku, která převzala péči o reemigranty na Slovensku, o repatrianty a reemigranty do českých zemí se starala kancelář při ministerstvu sociální péče.
Repatriace Čechů a Slováků narážela mj. na nedostatek peněz. Pro úspěch repatriace a reemigrace byla nutná finanční pomoc státu, např. ke stavbě nouzových domků v Bratislavě. Na provádění repatriační agendy proto vláda poskytla úvěr pět mil. Kč. Tak družstvo zahraničních Čecho-slováků požadovalo obnos 700 tisíc Kč na stavbu obytných domků v Bratislavě. Státní pomoc byla nezbytná i při kolonizaci zemědělských reemigrantů, o kterou pečoval Státní pozemkový úřad (SPÚ). Na SPÚ se akci zabývaly čtyři odbory, a to odbor V/2, který řídil kolonizační akci, odbor VI/1, který se zabýval umisťováním zemědělců při kolonizaci, odbor VI/2, který se věnoval péči družstva kolonistů a reemigrantů a odbor VI/3 pečující o poskytování úvěru kolonistům.
Reemigrace se uskutečnila především z poražených států, které se nacházely v obtížné ekonomické situaci, jako byly Rakousko a Německo. V případě Ruska k rozvráceným hospodářským poměrům přistupovaly také válečné poměry během občanské války a politický teror bolševiků. Zajímavým fenoménem je velký počet reemigrantů z USA, odkud se vraceli především slovenští krajané, kterým světový válečný konflikt bránil v návratu v letech 1914–1918. Součástí reemigrace byl i výše zmíněný návrat několika rodin potomků náboženských exulantů z doby pobělohorské z polského Zelova, Volyně a Pruského Slezska. Minimální zájem o reemigraci byl u krajanů v jihovýchodní Evropě.
Reemigrace a repatriace z jednotlivých zemí:

#### Rusko
Na území Ruska se nacházel největší počet Čechů a Slováků, kteří usilovali o návrat do nově vzniklé ČSR. Kromě předválečných kolonistů, ožebračených bolševickým totálním zestátněním průmyslu, obchodu i půdy, to byly vedle legionářů, kteří se vraceli „vlastním pořádkem“, desetitisíce zajatců z bývalé rakousko-uherské armády.

#### Ukrajina
Prvním orgánem, který se na území Ukrajiny věnoval repatriaci českých a slovenských vojáků někdejší rakousko-uherské armády, byl Komitét občanů ČSR v Kyjevě vedený Ladislavem Grundem.

#### USA
V letech 1919–1924 se vracelo z USA nejvíce reemigrantů do Itálie, Polska, Království Srbů, Chorvatů a Slovinců (SHS), Řecka, Rumunska, Maďarska a ČSR. Většinou to byli muži do 44 let, ženati, ze 70 % byli zaměstnáni v průmyslu jako nekvalifikovaní dělníci a bydleli ve městech amerického Středovýchodu.

#### Rakousko
Reemigrace rakouských Čechů a Slováků začala hned po vzniku samostatné ČSR. Houfně se vracely tisíce dělníků. V pozdních měsících roku 1919 a v první polovině roku 1920 byly transporty navrátilců z Rakouska odesílány hromadnými výpravami celých vlaků pravidelně měsíčně. Šlo o členy rodin dělníků, kteří odešli hned po převratu, a ty, kdo měli v ČSR rodinné příslušníky, kteří jim zajistili zaměstnání a byt.

#### Německo a západní Evropa
Už 14. prosince 1918 poslalo sedm českých spolků v hornických městech Porýní-Vestfálska pozdrav nové Československé republice, ve kterém se objevuje požadavek návratu do staré vlasti. Po skončení první světové války očekávalo MSP hromadný návrat československých příslušníků nejen z Rakouska, ale i z Německa. Z poraženého Německa se vraceli především horníci z Vestfálska, kterých zde bylo asi 16 tisíc.

### Reemigrace po 2. světové válce

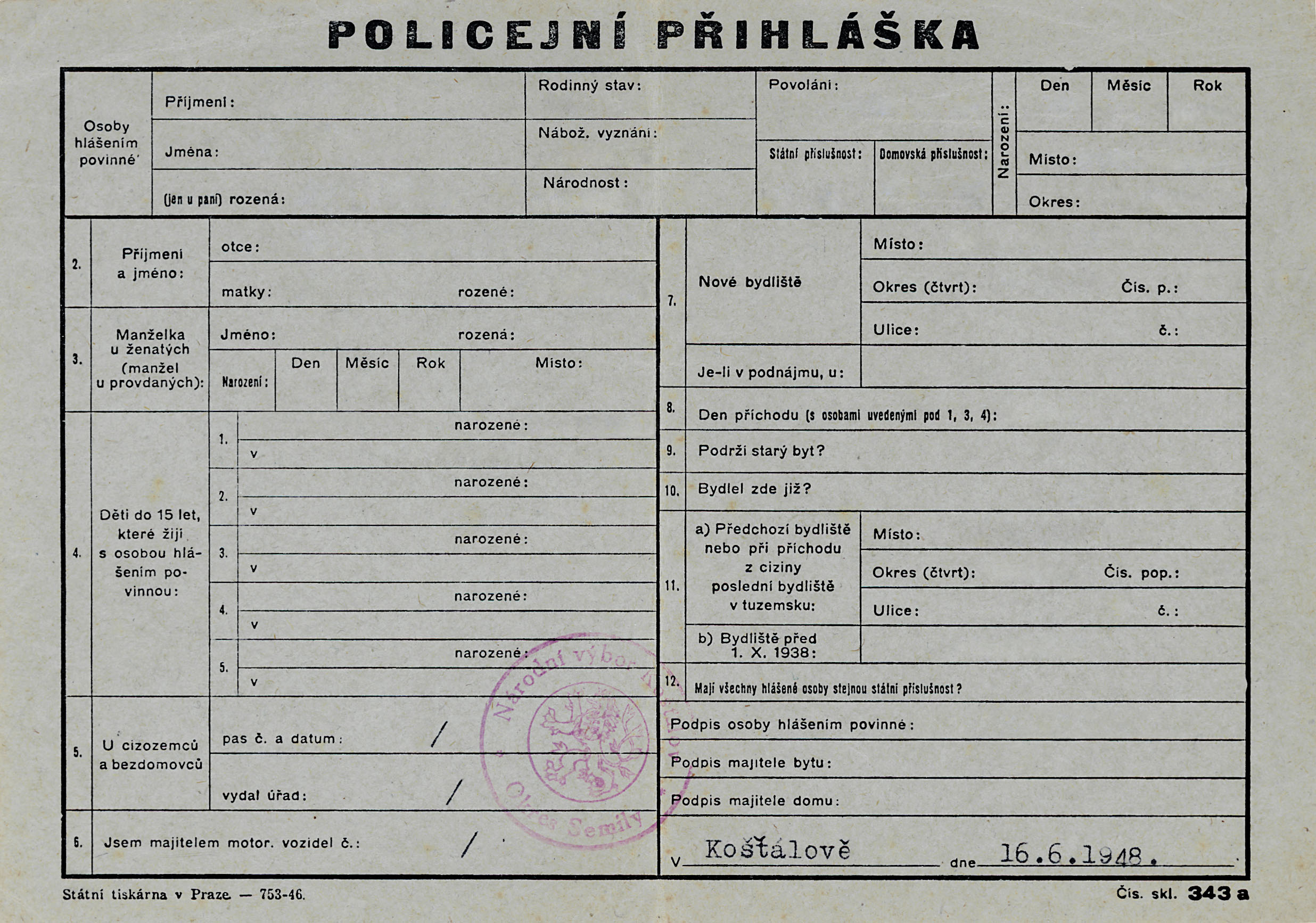
Policejní přihláška z roku 1948

Hlavním motivem reemigračních akcí po druhé světové válce ze strany československého státu byla potřeba osídlení vylidněného pohraničí po odsunu většiny německého obyvatelstva. Z hlediska reemigrantů se většinou jednalo o kombinaci hospodářských důvodů (možnost získání majetku v pohraničí) a národnostně-ideologické motivace („návrat do vlasti“ či „návrat do vítězného Československa“). Největšími etnickými skupinami, které se tohoto procesu zúčastnily, byli Volyňští Češi, maďarští Slováci v rámci tzv. výměny obyvatelstva a Slováci a Češi z Rumunska.
- V červenci 1946 došlo k dohodě mezi ČSR a SSSR o tom, že se volyňští Češi mohou vrátit do své vlasti. Iniciativa vzešla od volyňských Čechů, kteří se v roce 1943 obrátili na prezidenta Edvarda Beneše. Zájem o reemigraci mělo 33 tisíc lidí.[9][10]

Významnější počet obyvatel reemigroval nebo repatrioval také z Německa, Rakouska, Francie, Jugoslávie, Polska, Bulharska, částečně i SSSR mimo Volyň či Argentiny. Počet krajanů takto získaných pro osídlení však přesto ani zdaleka nevystačil na početní nahrazení německého obyvatelstva v pohraničí.
Dobová administrativa poměrně důsledně odlišovala „repatriaci“ (návrat obyvatel vystěhovalých dříve např. za prací) od „reemigrace“ (návrat teprve v pozdějších generacích po vystěhování). Ideologický rozměr slovo předpony „re-“, případně slov o návratu do vlasti, je zřejmý už z toho, že např. většina rumunských Slováků byla v rámci reemigrační akce přesídlena do jihočeského, západočeského nebo severomoravského pohraničí, tedy mimo etnicky slovenské území.

## Proces reemigrace na konkrétním případu
Právní proces reemigrace není ve všech státech jednotný. Pro demonstraci poslouží právní systém v Nizozemsku, který s reemigrací počítá a určuje její pravidla.
Pokud se rozhodnete pro reemigraci do své země původu, máte možnost požádat Sociální pojišťovnu o tzv. měsíční příspěvek na reemigraci, který vám má pokrýt životní náklady v průběhu procesu vaší reemigrace. Tato možnost je ukotvena v zákoně o vysídlení. Výše této výhody závisí na vaší rodinné situací, na vaší mateřské zemi, do které chcete reemigrovat a také na dalších dávkách, které pobíráte. Ty se vám pak odečítají z příspěvku na reemigraci. Holandský systém také nabízí příspěvek na zdravotní pojištění, pakliže se po přestěhování nenacházíte v holandském systému zdravotního pojištění.